# Tullbron
De Tullbron is een stenen boogbrug in Zweden bij de stad Falkenberg. De brug overspant de rivier Ätran en werd gebouwd tussen 1756 en 1761. Tot 1914 was de brug een tolbrug. De vertaling van Zweedse naam Tullbron is dan ook tolbrug. In 1783, 1787, 1876, 1927 en 1994 werd de brug gerestaureerd. Sinds 1984 heeft de brug een monumentenstatus. Gemiddeld passeren er 3800 voertuigen per dag over de brug. De ruïne van het fort Falkenberg bevindt zich dicht bij de brug. De nabijgelegen middelbare school Tullbroskolan is vernoemd naar de brug.
De brug is ontworpen door Carl Harleman. Toen hij overleed in 1753 werden zijn werkzaamheden overgenomen door Carl Cronstedt. Hij wijzigde de constructie en verhoogde het aantal bogen van vier naar vijf. Het bouwplan werd in 1755 goedgekeurd en in juli 1756 begon de bouw. De brug is gebouwd door soldaten van het Elfsborgs regiment en gevangenen van het Varbergfort. De kosten van de brug bedroegen 34.258 Zweedse riksdaler.
De Riksväg 2 liep over de brug. In 1962 werd deze omgedoopt tot E6 en werd de route omgelegd buiten de stad.

## Foto's

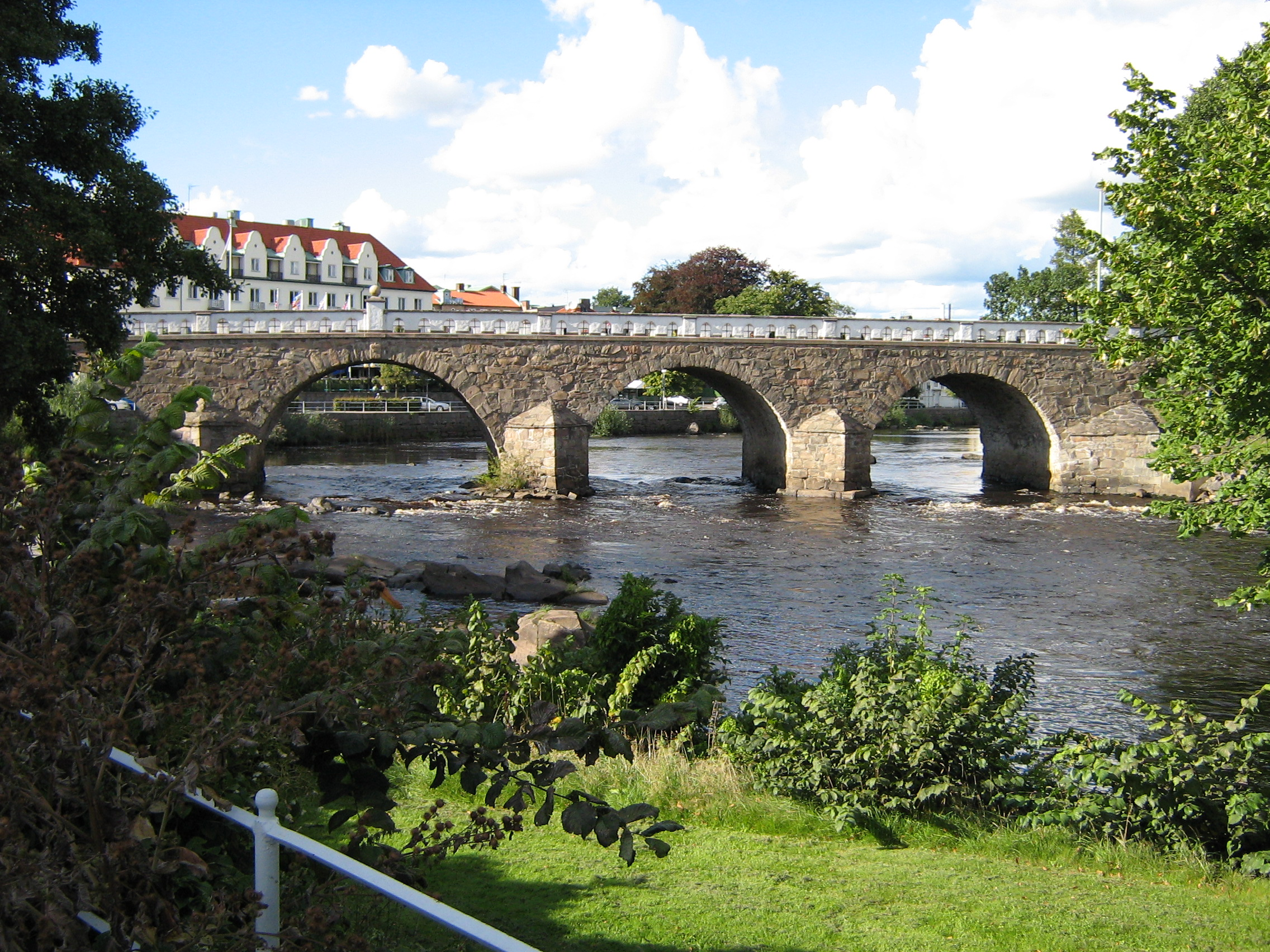
Zomer 2007
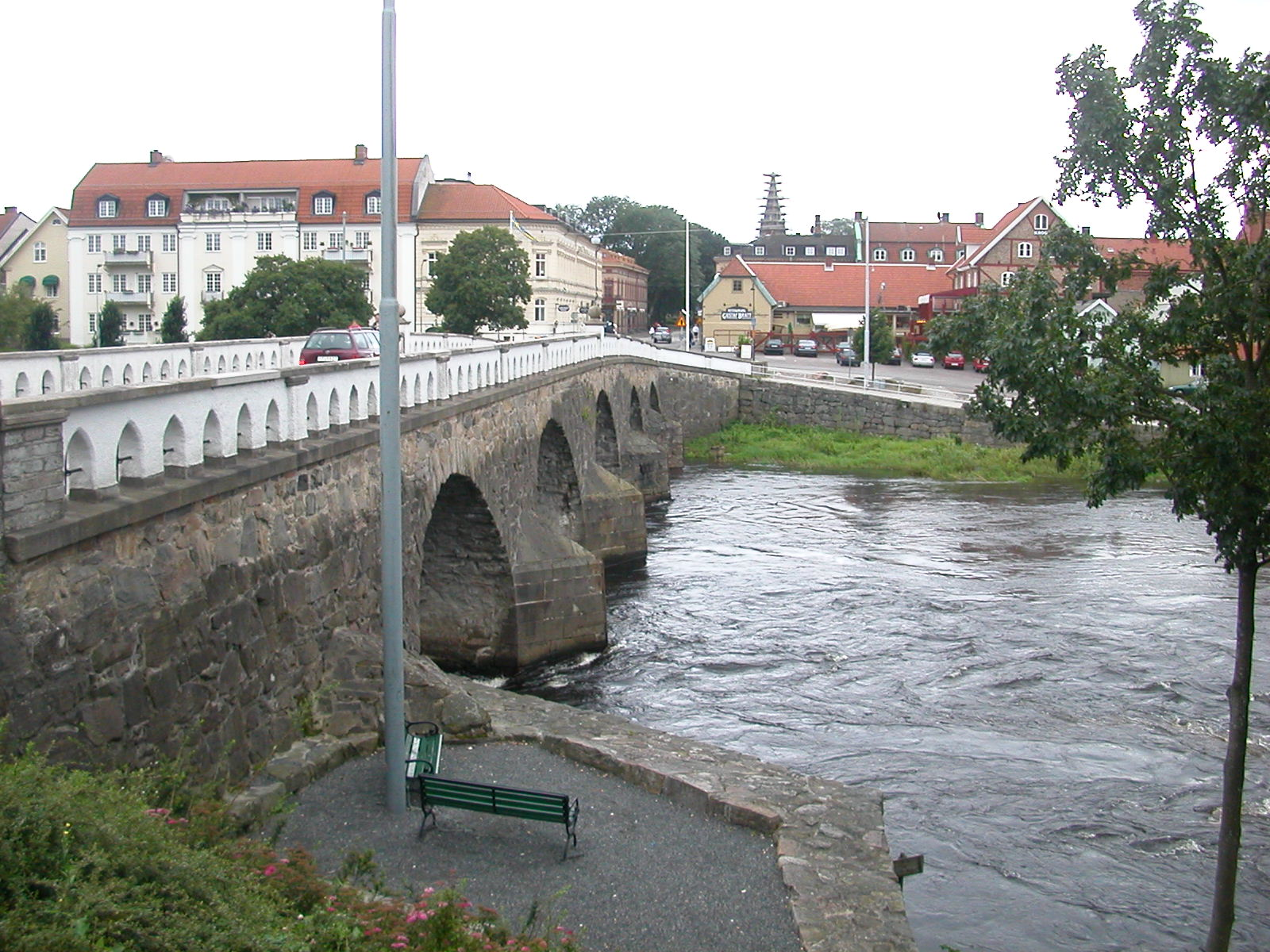
Stroming
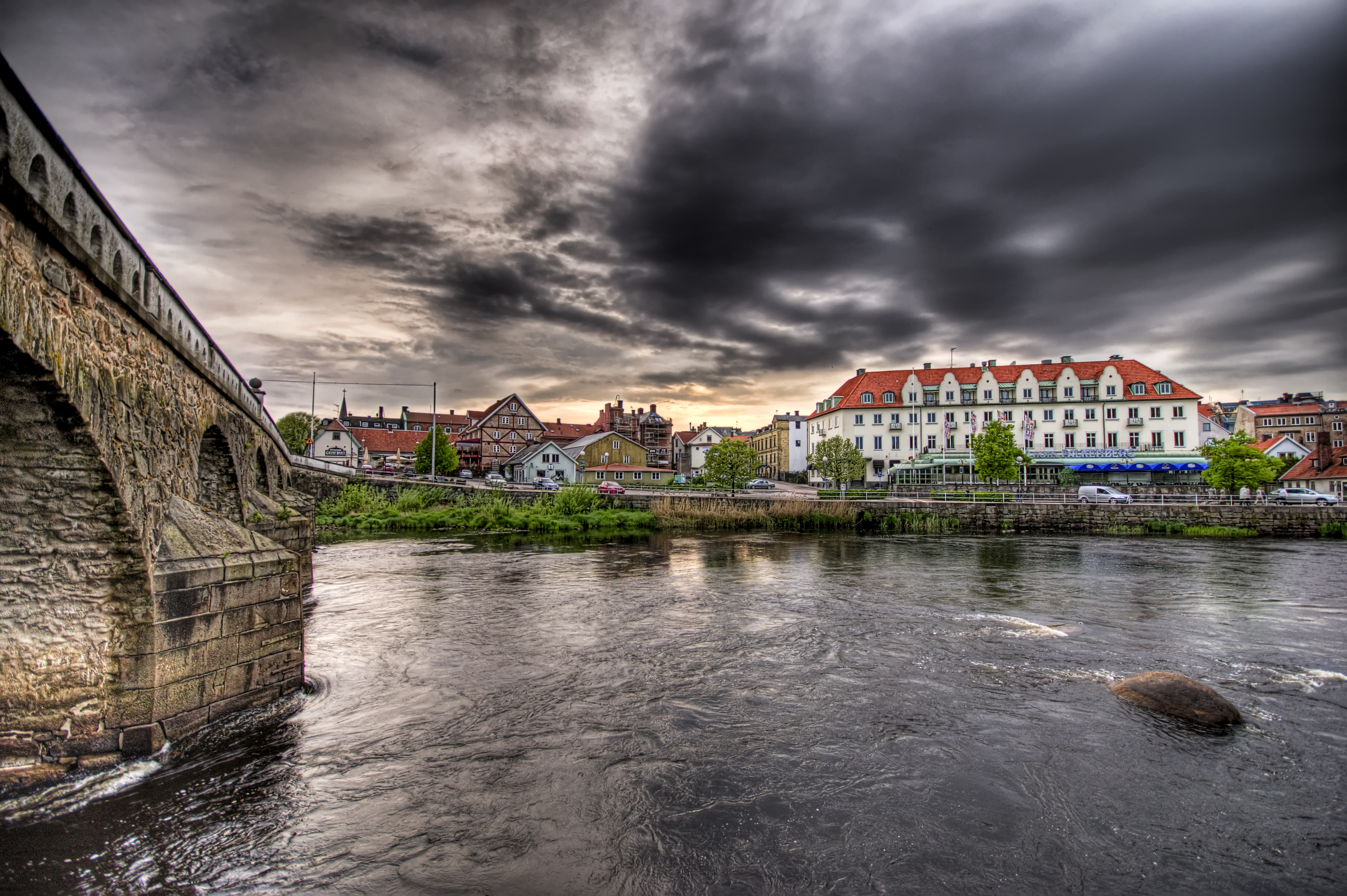
Uitzicht vanaf de brug